# Shitdisco
Gli Shitdisco sono stati un gruppo musicale dance punk britannico formato a Glasgow nel 2003.
Sono considerati i pionieri del genere new rave insieme ai Klaxons, che vede l'unione di sonorità disco, punk e musica elettronica.

## Storia
La band, formatasi nel 2003 mentre frequentava la Glasgow School of Art, era composta dal bassista-chitarrista e cantante Joel Stone, dal chitarrista Joe Reeves, dal tastierista Jan Lee e dal batterista Darren Cullen.
I primi due singoli, Disco Blood e I Know Kung Fu sono stati pubblicati nel dicembre 2005 e, dato il loro successo, hanno spinto la band a firmare un contratto con l'etichetta indipendente Fierce Panda Records. Il 16 aprile 2007 è uscito l'album del debutto sulla scena internazionale, Kingdom of Fear che, nella prima settimana, ha raggiunto il quarto posto nella classifica inglese degli album indie più venduti. Dalla pubblicazione di Disco Blood e I Know Kung Fu, gli Shitdisco avevano intrapreso una lunga serie di tour nel Regno Unito e in Europa, suonando anche in paesi lontani tra cui Bangkok e Istanbul.
Nel gennaio 2008 Jan Lee ha lasciato la band per concentrarsi sulla sua carriera di illustratore, per poi entrare anche nel settore della ristorazione, venendo di conseguenza sostituito da Tom Straughan. Nello stesso anno, la campagna pubblicitaria della nota marca di birra Ceres, intitolata The True Heads, li vede come testimonial. Nello spot, la band si esibisce in una performance on stage della canzone I Know Kung Fu, davanti ad un pubblico di accaniti fan; le loro teste, disegnate da Enrico Macchiavello, sono tuttavia sostituite da una riproduzione in 3D. Il 23 settembre stesso è uscito il secondo album di studio del gruppo, The Emanator, pubblicato solo per il mercato statunitense.
L'anno successivo, nel 2009, la band si sciolse di comune accordo. I membri restanti hanno continuato a formare le band Age of Consent e Ubre Blanca, mentre Cullen ha anche intrapreso una carriera nell'arte politica.

## Formazione
Ultima
- Joel Stone - basso, chitarra, voce
- Joe Reeves - basso, chitarra, voce
- Jan Lee - tastiere, cori (2003-2008)
- Tom Straughn - tastiere, cori (2008-2009)
- Darren Cullen - batteria

## Discografia

### Album in studio
- 2007 – Kingdom of Fear
- 2008 – The Emanator

### Singoli
- 2005 – Disco Blood
- 2005 – I Know Kung Fu
- 2006 – Reactor Party
- 2007 – OK